# Maria Kapnist
Pour les articles homonymes, voir Kapnist.
Maria Rostislavovna Kapnist (en russe : Мари́я Ростисла́вовна Капни́ст), née le 22 mars 1914 à Saint-Pétersbourg et morte le 25 octobre 1993 à Kiev, est une actrice soviétique,,.

## Biographie
Issue d'une vieille famille noble d'origine grecque installée en Russie au XVIIIe siècle, Marietta Kapnist est le cinquième et dernier enfant du comte Rostislav Rostislavitch Kapnist (1875-1921) et de la comtesse Anastasia Dmitrievna, née Baïdak (1882-1930). Elle a une sœur aînée Élisabeth (née en 1906) et des frères - Vassili (né en 1907), Grigori (né en 1908) et Andreï (né en 1910). Jusqu'à l'âge de sept ans, Marietta vit à Saint-Pétersbourg dans un hôtel particulier familial sur le quai des Anglais. Après la révolution d'octobre, la famille déménage à Soudak, en Crimée, où en 1921 le père est fusillé par les bolcheviks après le départ de l'Armée blanche. Son frère Andreï, après l'exécution du père, est arrêté et son sort reste inconnu. La même année, Élisabeth meurt, Vassili mourra en 1926. Bientôt, leur maison de Soudak est détruite.
À l'âge de 16 ans, Marietta Kapnist arrive à Léningrad, où un an plus tard, elle est admise au studio de théâtre Iouri Iouriev du théâtre Alexandra et, après sa fermeture, à l'Institut de théâtre Alexandre-Ostrovski de Léningrad. Toutefois en 1934, en pleine période des Grandes Purges, Marietta Kapnist est expulsée de l'institutà cause de ses origines nobles, avec interdiction de vivre à Léningrad. Elle est diplômée du Collège financier et économique de Kiev. Elle travaille comme comptable à Kiev, puis à Batoumi.
Le 27 août 1941, Marietta Kapnist est arrêtée; le 6 juin 1942, elle est condamnée à huit ans de camps de travaux forcés en vertu de l'article Article 58 du code pénal de la RSFSR pour «espionnage en faveur du renseignement étranger pendant la guerre». Lors de sa détention au Karlag, elle croisera Anna Timireva qui deviendra son amie pour la vie. Puis, elle est transférée au Steplag. En 1949, elle donne naissance à l'hôpital pénitentiaire du Steplag à une fille, Radislava, dont le père est l'ingénieur polonais Jan Volkonsky, qui a ensuite été fusillé. Libérée, Marietta Kapnist vit dans une colonie du district de Kazaychinski de la municipalité de Krasnoïarsk. À l'âge de deux ans, sa fille lui est enlevée et placée dans un orphelinat du kraï de Krasnoïarsk. Le 11 octobre 1951, Marietta Kapnist est de nouveau arrêtée. Le 26 décembre 1951, le tribunal régional de Krasnoïarsk la condamne à dix ans de prison pour agitation . 
Marietta Kapnist sera finalement libérée en 1956. En 1958, elle est complètement réhabilitée et toutes les condamnations contre elle sont annulées en raison de l'absence de preuves.
Après la libération, Kapnist s'installe à Kiev, où elle travaille comme concierge. En 1958, elle réussit à obtenir le rôle d'abbesse dans le film Tavriya du jeune réalisateur ukrainien Youri Lyssenko; adapté du livre d'Oles Hontchar. Le succès de ce premier travail attire l'attention de nombreux réalisateurs du studio de cinéma Dovjenko, où se déroulera toute sa carrière. Actrice de genre, elle est célèbre pour ses personnages de comtesses, dames, vieilles femmes mystérieuses, gitanes et sorcières.
Début octobre 1993, Maria Kapnist est percutée par une voiture. Ses blessures sont compliquées par un œdème pulmonaire. L'actrice meurt le 25 octobre 1993 à l'hôpital Alexandre de Kiev. Elle est enterrée dans le caveau familial du village Velyka Oboutchivka dans l'oblast de Poltava.

## Filmographie

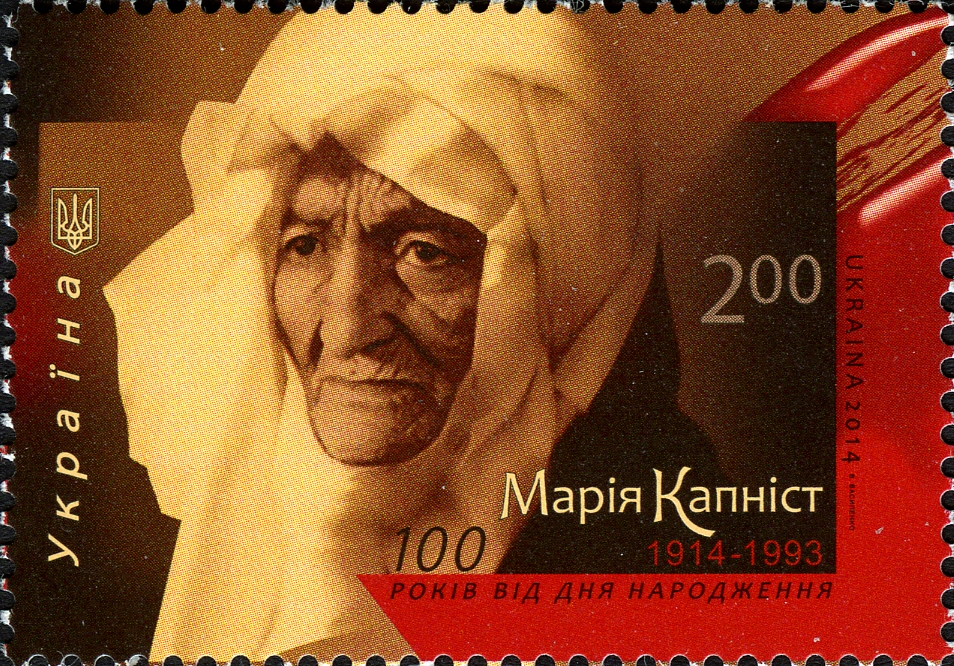
Timbre à l’effigie de Maria Kapnist (2014).

- 1972 : Rouslan et Ludmila : Naïna, la sorcière
- 1974 : L'Oiseau de bronze (Бронзовая птица, Bronzovaïa ptitsa) de Nikolaï Kalinine : la comtesse
- 1979 : Tzigane (Цыган, Țsygan) d'Alexandre Blank (ru) : vieille gitane
- 1980 : La Chasse sauvage du roi Stakh réalisé par Valeri Roubintchik : la domestique de «La Sapinière des Marais»
- 1991 : Anna Karamazoff (Анна Карамазофф) de Roustam Khamdamov : Sonia
- 1993 : Dark Waters (Тёмные воды) de Mariano Baino : la mère supérieure